# Międzynarodowa Federacja Związków Alpinistycznych
Międzynarodowa Federacja Związków Alpinistycznych (Union Internationale des Associations d'Alpinisme, UIAA) – największa federacja krajowych związków alpinistycznych, polskim członkiem UIAA jest Polski Związek Alpinizmu (PZA), a co za tym idzie także wszystkie kluby należące do PZA. 
Organizacja powstała w 1932 roku w Chamonix, skupia ponad 88 członków organizacji wspinaczkowych z 76 państw. Siedzibą federacji jest Berno w Szwajcarii.
Organizacją międzynarodową (powstała w formie federacji) organizującą i przeprowadzającą wszelkie zawody sportowe jest od 1991 roku, Międzynarodowa Federacja Wspinaczki Sportowej (IFSC).